# Aligarh Muslim University

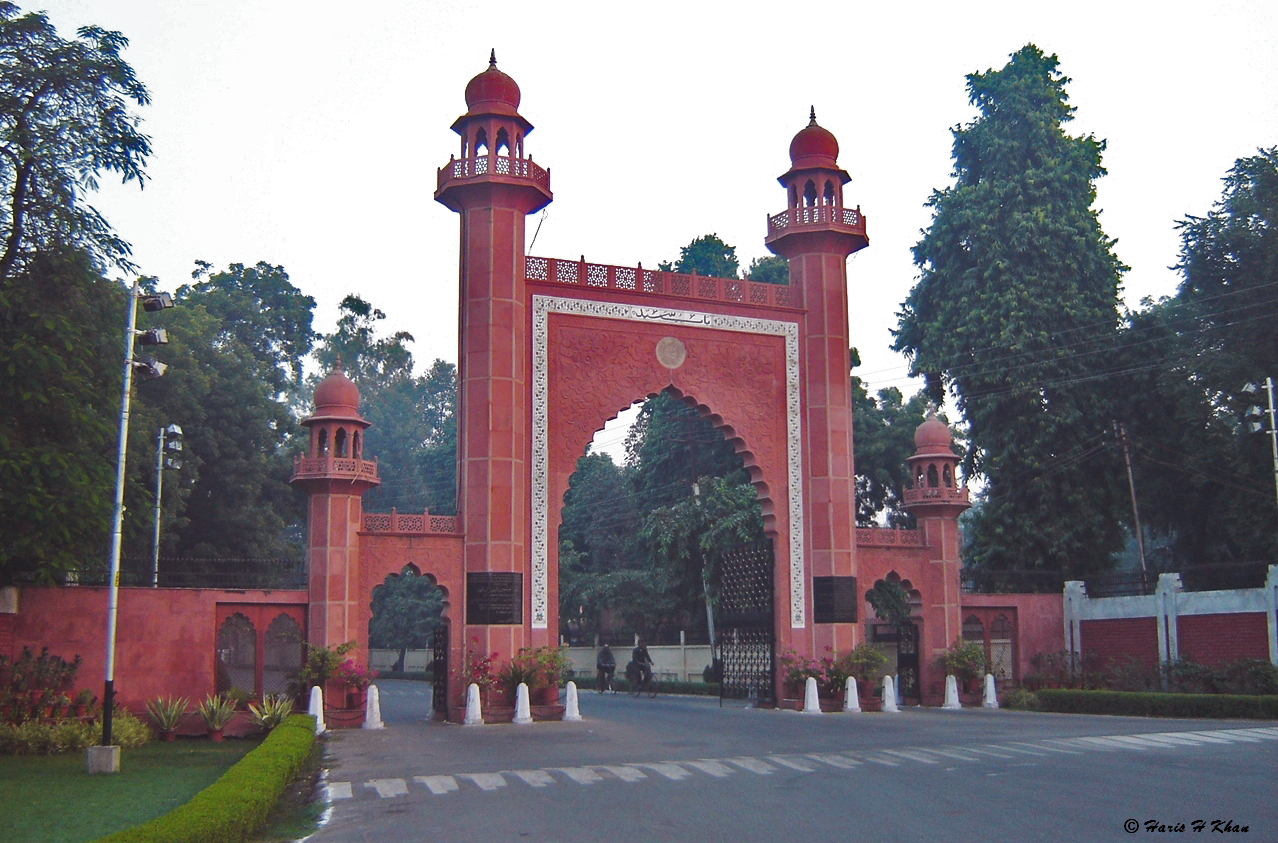
Das Eingangstor Bab-e-Sayyad

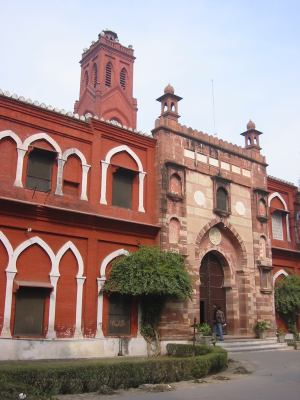
Victoria gate, ein Universitätsgebäude im viktorianischen Stil

Die Aligarh Muslim University (AMU; Hindi अलीगढ़ मुस्लिम विश्वविद्यालय, Urdu مسلم یونیورسٹی علی گڑھ; Muslimische Universität Aligarh) ist eine Hochschule in staatlicher Trägerschaft mit Sitz in Aligarh im indischen Bundesstaat Uttar Pradesh. Sie befindet sich in der Stadt Aligarh im indischen Bundesstaat Uttar Pradesh etwa 130 Kilometer südöstlich von Delhi. Etabliert nach dem Modell der englischen Universitäten Oxford und Cambridge, war sie eine der ersten Institutionen der höheren Bildung in Britisch-Indien.

## Geschichte
Die Vorläuferinstitution, das Muhammedan Anglo-Oriental College („MAO College“) wurde als Bildungseinrichtung für indische Muslime 1875 maßgeblich unter dem Einfluss des muslimischen Reformators Sir Sayyid Ahmad Khan gegründet. Das College war ursprünglich der University of Calcutta angegliedert, nach 1885 der University of Allahabad zugehörig. Um die Wende zum 20. Jahrhundert wurde dem College eine Rechtsakademie angegliedert. Gleichzeitig begannen Bestrebungen, es zu einer eigenständigen Universität zu entwickeln. 1907 erhielt es auch eine Mädchenschule. Die Umwandlung in eine Volluniversität und die Umbenennung in Muslim University geschah allerdings erst 1920. Im Jahre 1927 erhielt die Universität eine Blindenschule, 1928 eine Medizinische Fakultät und 1930 auch eine Maschinenbaufakultät.
Im Jahr 2011 wurden zwei Zweigstellen der Universität in Murshidabad (Westbengalen) und Mallapurum (Kerala) eröffnet.
Heute hat die Universität zwölf Fakultäten:
- Agrarwissenschaft
- Betriebswirtschaft
- Handel
- Ingenieurwesen und Technologie
- Kunst
- Medizin
- Naturwissenschaften
- Philosophische Fakultät
- Rechtswissenschaft
- Sozialwissenschaft
- Theologie
- Unani-Medizin

Derzeit hat die Universität etwa 30.000 Studenten und mehr als 2000 Fakultätsmitglieder mit über 80 Studienzweigen. Unter den Studenten sind auch solche aus Afrika, West- und Südostasien. In einigen Kursen sind Studienplätze reserviert für Studenten aus Commonwealthländern und der Südostasiatischen Wirtschaftsgemeinschaft (SAARC).

## Professoren
- 1930 bis 1932 war der Mathematiker André Weil an der Universität. Sein Assistent dort war T. Vijayaraghavan.
- 1952 wurde der Deutsche Augen- und Tropenmediziner Alfred Leber, vormals Professor an der Universität Göttingen, zum Direktor der Augenheilkunde und Dekan ernannt.

## Alumni
(Auswahl)
- Prof. Hakim Syed Zillur Rahman (* 1940), President der Ibn Sina Academy of Medieval Medicine & Sciences, Aligarh (Indien) schaut auf eine 40-jährige akademische Laufbahn zurück. Er leistete entscheidende Beiträge in der Unani-Medizin und ist heute eine Autorität auf diesem Gebiet. Hakim S. Zillur zählt zu den wenigen Ärzten, die Unani-Medizin weltweit bekannt machten. Autor von über 200 Veröffentlichungen sowie 25 Büchern und Organisator internationaler Konferenzen. Er erhielt verschiedenste Akademische Auszeichnungen und National. Awards: wie den Urdu Academy Award, Government of UP, Lucknow, sowie diverse Internationale Auszeichnungen wie die Certification for research work in Unani Medicine awarded by Ajmal Tibbia College, Rawalpindi, Pakistan.
- Liaquat Ali Khan (1896–1951), Politiker, erster Premierminister Pakistans von 1947 bis 1951.
- Khawaja Nazimuddin (1894–1964), Politiker, Premierminister Pakistans von 1951 bis 1953.
- Ghulam Muhammad (1895–1956), Politiker, Generalgouverneur Pakistans von 1951 bis 1955.
- Muhammed Ayub Khan (1907–1974), Offizier, Politiker, Präsident Pakistans von 1958 bis 1969.
- Jibraan Uddin (Zee Media), Journalist.
- Aarfa Khanam Sherwani (The Wire), Journalistin.
- Mohammed Abdullah (1905–1982), kaschmirischer Politiker, 1930.
- Mohammad Sayeed (1936–2016), kaschmirischer Politiker